# Пузырчатка (растение)
Пузырча́тка (лат. Utricularia) — крупный род насекомоядных растений семейства Пузырчатковые (Lentibulariaceae). Латинское название происходит от лат. Utriculus - "пузырек", по полым пузырькам-ловушкам на листьях; русскоязычное является смысловым переводом латинского.

## Ботаническое описание
Водные насекомоядные растения, лишённые корней и несущие большее или меньшее количество ловчих пузырьков. Каждый пузырёк снабжен отверстием, закрытым открывающимся внутрь клапаном, вследствие чего мелкие водяные животные могут свободно проникать внутрь пузырька, но обратно выплыть не могут. Погибая, они служат пищей для растения. Стебли безлистные, прямостоячие.
Листья рассечённые на линейные или нитевидные доли.
Цветки собраны в негустую кисть, снабженную, при основании цветоножек, маленькими прицветниками. Чашечка двугубая, почти двураздельная. Венчик двугубый, с очень короткой трубкой и со шпорцем; верхняя губа цельная или на верхушке немного выемчатая, нижняя — более крупная, тоже цельная или неясно трёхлопастная, вздутая посредине. Тычинки в числе двух, с серповидно-загнутыми, плоскими нитями и продольно сидящими двугнёздными пыльниками. Завязь верхняя, одногнёздная, из двух плодолистиков, со срединным семяносцем и многими семяпочками.
Плод — одногнёздная коробочка, вскрывающаяся неправильно. Семена мелкие, без белка; зародыш с очень короткими семядолями или без них.

### Физиология
В 2011 году исследователи из Франции и Германии признали пузырчатку самым быстрым хищным растением в мире. Поначалу пузырчатки выкачивают воду из ловчих пузырьков. Каждый снабжён отверстием, закрытым полукруглым клапаном, открывающимся внутрь. «Пузырёк „сдувается“, в его стенках накапливается энергия упругости, такая же, как в натянутой тетиве лука. Кроме того, на растении образуется впадина, как на пипетке со сжатым резиновым наконечником». Когда добыча приближается к ловушке и дотрагивается до чувствительных волосков на клапане, энергия высвобождается. Происходит потеря устойчивости, «дверца» резко открывается, и жертва вместе с потоком воды, вызванным перепадом давления, устремляется в пузырёк. Так же быстро клапан закрывается, и добыча уже не может сбежать из ловчего пузырька хищного растения, которому остаётся лишь переварить еду. Жертва втягивается в ловушку меньше чем за миллисекунду.

## Распространение и экология
Представители рода распространены по всему миру, отсутствуя только в Антарктиде и на ряде океанических островов.
Растение зимует в виде шаровидных почек. В домашних благоприятных условиях может перестать питаться живыми организмами и начать развивать корневую систему.

## Классификация

### Таксономическое положение
- Utricularia L., 1753, Sp. Pl. : 18

Род Пузырчатка относится к семейству Пузырчатковые (Lentibulariaceae) порядка Ясноткоцветные (Lamiales), который включается в кладу Ламииды, последовательно входящую в более крупные клады Астериды -> Суперастериды -> Эвдикоты -> Цветковые растения. Таксономическая схема в соответствии с Системой APG IV по состоянию на декабрь 2023 года:
|  |                          |  |                                   |                                   |                         |  | еще 23 семейства |            |                |                                                              |
|  |                          |  |                                   |                                   |                         |  |                  |            |                | 271 подтвержденный вид и 23 таксона, ожидающих подтверждения |
|  |                          |  |                                   | порядок Ясноткоцветные            |                         |  |                  |            | род Пузырчатка |                                                              |
|  |                          |  |                                   | порядок Ясноткоцветные            |                         |  |                  |            | род Пузырчатка |                                                              |
|  | клада Цветковые растения |  |                                   |                                   | семейство Пузырчатковые |  |                  |            |                |                                                              |
|  | клада Цветковые растения |  |                                   |                                   |                         |  |                  |            |                |                                                              |
|  |                          |  | ещё 63 порядка цветковых растений | ещё 63 порядка цветковых растений |                         |  |                  | еще 2 рода | еще 2 рода     |                                                              |
|  |                          |  |                                   | ещё 63 порядка цветковых растений |                         |  |                  |            | еще 2 рода     |                                                              |

### Виды
Данный род является крупнейшим среди насекомоядных растений и насчитывает 271 вид. Ранее в нем выделялось 250 видов; в публикации 1989 года The genus Utricularia: A taxonomic monograph Питер Тейлор сократил число видов до 214. Классификация, предложенная Тейлором, долгое время являлась общепринятой, хотя и вызывала вопросы в части разделения рода на два подрода. Молекулярно-генетические исследования в основном подтвердили классификацию Тейлора, но с разделением рода на три подрода и 34 секции.
Некоторые виды:
- Utricularia australis R.Br. — Пузырчатка южная
- Utricularia intermedia Hayne — Пузырчатка средняя, или Пузырчатка промежуточная
- Utricularia minor L. — Пузырчатка малая
- Utricularia ochroleucaUtricularia ochroleuca R.W.Hartm.
- Utricularia stygia G.Thor
- Utricularia vulgaris L. typus — Пузырчатка обыкновенная

### Синонимы
- Akentra Benj.
- Aranella Barnhart
- Askofake Raf.
- Avesicaria (Kamienski) Barnhart
- Biovularia Kamienski
- Bucranion Raf.
- Calpidisca Barnhart
- Cosmiza Raf.
- Diurospermum Edgew.
- Enetophyton Nieuwl.
- Enskide Raf.
- Hamulia Raf.
- Lecticula Barnhart
- Lemnopsis Zipp.
- Lentibularia Ség.
- Megopiza Raf.
- Megozipa Raf.
- Meionula Raf.
- Meloneura Raf.
- Nelipus Raf.
- Orchyllium Barnhart
- Pelidnia Barnhart
- Personula Raf.
- Plectoma Raf.
- Pleiochasia Barnhart
- Plesisa Raf.
- Polypompholyx Lehm.
- Saccolaria Kuhlm.
- Sacculina Bosser
- Setiscapella Barnhart
- Stomoisia Raf.
- Tetralobus A.DC.
- Trilobulina Raf.
- Trixapias Raf.
- Vesiculina Raf.